# Truddi Chase
Truddi Chase (13 de junio de 1935 – 10 de marzo de 2010) fue una autora y artista estadounidense. Principalmente conocida por el libro When Rabbit Howls (1987), una autobiografía sobre sus experiencias tras ser diagnosticada con trastorno de identidad disociativo.

## Vida
Chase nació en 1935, en una granja cerca de Honeoye Falls, Nueva York, y creció en un apartamento de la misma ciudad. En su autobiografía y en numerosas entrevistas, Chase explica que su padrastro abusó sexual, física y repetidamente de ella de diversas formas, algunas muy violentas. Su madre también incurría en abusos físicos y emocionales, negligencia y abandono. Este ambiente violento inició desde al menos los dos años hasta que huyó de casa en la adolescencia. En su autobiografía también menciona que Truddi Chase no era su nombre real, sino que cambió su nombre para evitar que su familia le encontrara. En una entrevista con The Chicago Tribune, Truddi Chase describió cómo sus otras identidades permanecieron "latentes" hasta que los factores estresantes de su mediana edad le causaron una ansiedad extrema, y finalmente se desmoronaron los muros entre ellas. Truddi Chase era una agente inmobiliaria, pero en 1979 tuvo su primera experiencia con sus otras identidades. Fue durante las sesiones con el terapeuta Robert Phillips que por fin descubrió que vivía con 92 identidades.
Durante el curso del tratamiento, Chase (en general todas las identidades que en conjunto se llamaban Las Tropas "The Troops") decidió no integrar sus identidades en una sola identidad fusionada y, en cambio, decidió dar la bienvenida a sus partes como un equipo cooperativo. Chase describe haber dado charlas a abusadores de niños condenados para advertirles sobre la devastación psicológica que el abuso infantil inflige a sus víctimas. 

En la Universidad de Maryland, en marzo de 1983, Chris Costner Sizemore, menciona en su propia autobiografía, A Mind of My Own, que Truddi Chase se le acercó desafiante con una frase que parecía cántico militar que termina en rima. Lo que al principio parecía ser un desacuerdo respecto al objetivo terapéutico, Sizemore explica que más bien sus vidas fueron diferentes, y, por lo tanto, el decidir no integrarse podría ser una opción viable para pacientes con trastorno de identidad disociativo. 
Two, four, six, eight. We don't want to integrate. (Dos, cuatro, seis, ocho, no queremos integrarnos) 
En 1987, Chase publicó su autobiografía, When Rabbit Howls, escrita desde la perspectiva de varias de las identidades.   Comienza con una introducción de su terapeuta y luego presenta la experiencia de Chase. El libro inició como un ejercicio terapéutico para ordenar los hechos de su vida que se recordaban a trozos, y para que todas las identidades se enteraran de todo lo que pasó.
Al promocionar el libro, durante una aparición el 21 de marzo de 1990 en The Oprah Winfrey Show, Chase habló de su vida con 92 identidades y lo que recordaba de su infancia con la presentadora Oprah Winfrey. Su relato conmovió a Winfrey hasta las lágrimas. Chase también declaró que un reportero del Washington Post había localizado a su familia, incluido su padrastro, quien negó haber abusado de Chase, pero que otros miembros de la familia de Chase confirmaron su historia.
En 1990, el libro se adaptó a una miniserie de ABC de dos partes, titulada Voices Within: The Lives of Truddi Chase, y se escogió a Shelley Long para el papel principal.
Truddi Chase murió el 10 de marzo de 2010 en su casa de Laurel, Maryland, a la edad de 74 años. Su página oficial es manejada por su hija. Su otro libro, un cuento infantil complejo sobre trauma y abuso llamado Creature of Habbit: a Journey, fue publicado en 2015 póstumamente por su hija Kari Ainsworth.

## En el medio
El escritor Grant Morrison se inspiró en la historia de Chase cuando cocrearon la superheroína de DC Comics, Crazy Jane, que apareció por primera vez en el volumen 2 de la serie de cómics Doom Patrol en 1989.